# Haslingden
Haslingden – miasto w Anglii, w hrabstwie Lancashire, w dystrykcie Rossendale. Leży 28 km na północ od miasta Manchester i 286 km na północny zachód od Londynu. W 2001 miasto liczyło 16 849 mieszkańców.